# Martello perforatore

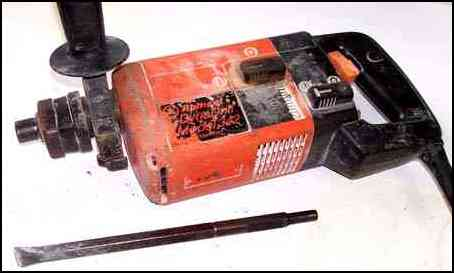
Trapano e martello demolitore Ramset 342 Dyna, raffigurato con scalpello demolitore.

Un martello perforatore, chiamato anche trapano a percussione rotante  o tassellatore è un utensile elettrico in grado di svolgere lavori pesanti come la foratura e la scalpellatura di materiali duri. È simile a un trapano a percussione in quanto, mentre gira, spinge la punta dentro e fuori. Tuttavia, i martelli perforatori utilizzano un meccanismo a pistone anziché una frizione speciale. Ciò fa sì che il colpo di martello sia molto più potente, rendendo possibile praticare fori più grandi molto più velocemente. La maggior parte dei martelli perforatori ha tre impostazioni: modalità trapano, trapano a percussione o semplicemente martello, quindi possono funzionare come un mini martello pneumatico.
Rispetto alle unità di potenza meno avanzate note come trapani a percussione, i martelli perforatori tendono a essere più grandi e a fornire una forza d'impatto maggiore, utilizzando una tecnologia chiamata meccanismo di percussione "elettropneumatico" (EP), poiché è alimentato direttamente dall'elettricità anziché da un compressore d'aria separato. I martelli perforatori hanno due pistoni: un pistone motore e un pistone volante. Un motore elettrico fa girare una manovella, che sposta avanti e indietro il pistone motore in un cilindro. Il pistone volante si trova all'altra estremità dello stesso cilindro. In realtà i pistoni non si toccano, ma la pressione dell'aria nel cilindro EP consente un trasferimento dell'energia di percussione molto più efficiente rispetto alle molle nei trapani a percussione con meccanismo a camera. La maggior parte dei moderni martelli perforatori, così come tutte le scalpellatrici elettriche o i martelli pneumatici, utilizzano questa tecnologia EP. Le unità moderne consentono di utilizzare le funzioni di percussione e rotazione separatamente o in combinazione, ossia in modalità percussione, in modalità trapano o entrambe. Quando viene utilizzato in modalità martello, l'utensile fornisce una funzione di perforazione simile a quella di un martello pneumatico. I trapani a percussione rotativa sono dotati di una scatola ingranaggi riempita d'olio, che consente loro di funzionare in modo duraturo nonostante le grandi forze e gli urti a cui sono sottoposti e gli ambienti pieni di ghiaia in cui vengono spesso utilizzati.
Il tipo di lavoro che svolgono richiede una “frizione a slittamento” che si innesta quando la punta del trapano si inceppa e viene applicata una coppia sufficiente al meccanismo della “frizione a slittamento”. In questo modo si arresta il violento movimento di rotazione che un trapano senza frizione provocherebbe in caso di arresto improvviso dalla massima velocità, proteggendo il trapano da eventuali danni. La frizione protegge anche l'operatore, ma non sempre previene le lesioni. Alcuni produttori hanno introdotto una tecnologia aggiuntiva per proteggere l'operatore. Hilti dispone di una tecnologia denominata “ATC” o “Active Torque Control” (controllo attivo della coppia)[1] che funziona disinnestando l'azionamento dal motore quando il corpo dell'utensile inizia a ruotare eccessivamente grazie all'azione di una frizione magnetica secondaria in aggiunta alla frizione a slittamento standard. DeWALT ha un sistema correlato chiamato “CTC” o “Complete Torque Control”[2] che utilizza una frizione a slittamento a due posizioni in modo che l'operatore possa selezionare l'impostazione di coppia inferiore per una maggiore sicurezza.
Diversi produttori hanno sviluppato una serie di “gambi speciali”. Nel corso degli anni un discreto numero di questi sistemi proprietari si è evoluto, ma i gambi rimasti in uso oggi sono: SDS+, SDS-MAX e SPLINE SHANK. Questi steli sono stati sviluppati per consentire alla punta di “scivolare” avanti e indietro durante la rotazione, in modo che la punta possa trasferire efficacemente la forza del meccanismo di martellamento elettropneumatico alla superficie di lavoro.

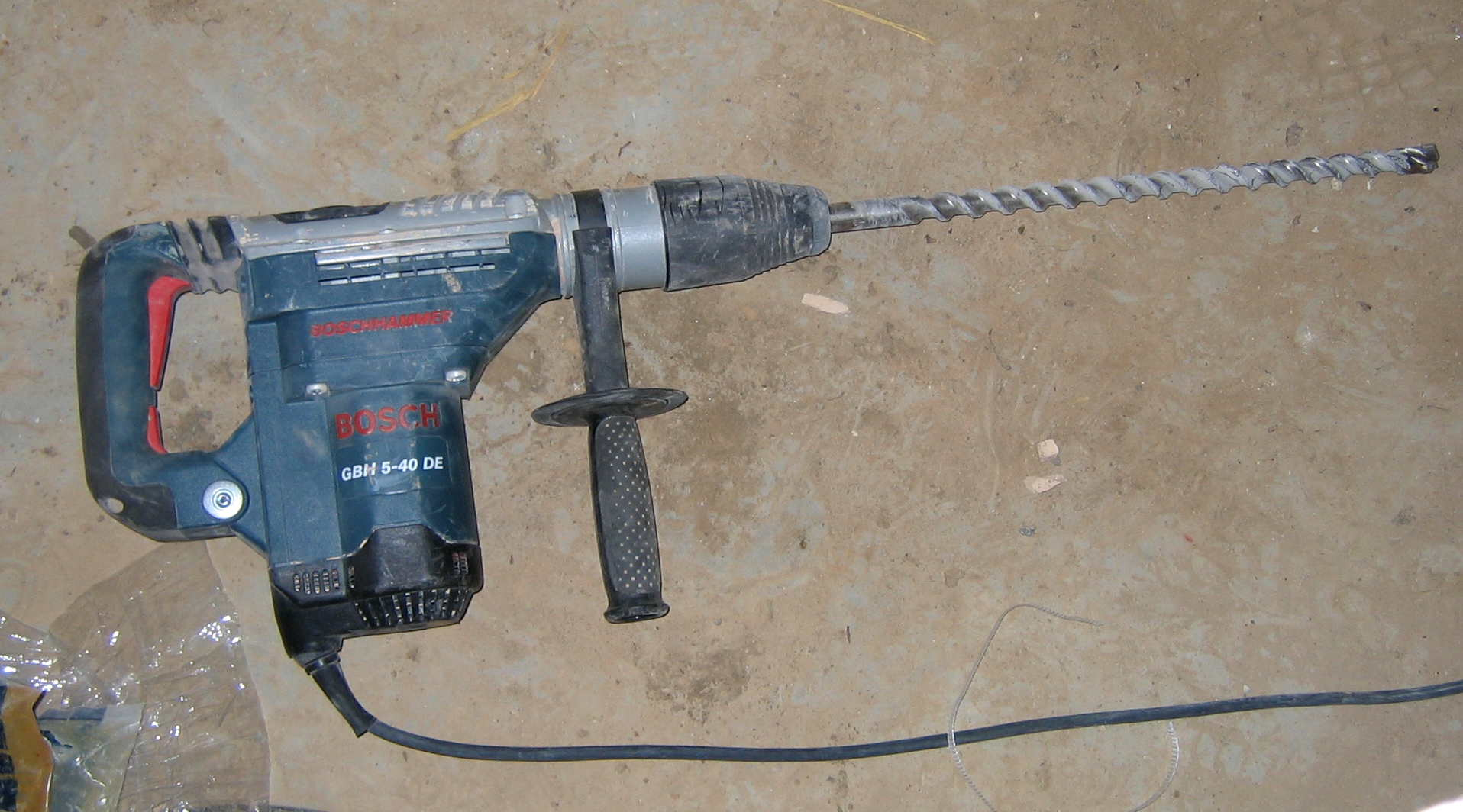
Un martello perforatore rotativo utilizzato nell'edilizia

I martelli perforatori possono essere utilizzati per la “tassellatura” (perforazione ripetitiva di grandi fori di ancoraggio dell'armatura) e per la realizzazione di fori passanti in pareti di calcestruzzo e muratura. L'azione del martello aiuta a rompere la muratura in modo che possa essere rimossa dalle scanalature della punta. Oltre alla funzione principale di perforazione del calcestruzzo, è possibile disattivare l'azione rotante e utilizzare solo la forza percussiva. Gli accessori a scalpello e a punta sono utilizzati per piccoli lavori di scheggiatura.